# Renner Peak
Renner Peak är en bergstopp i Antarktis. Den ligger i Västantarktis. Argentina, Chile och Storbritannien gör anspråk på området. Toppen på Renner Peak är 263 meter över havet.
Terrängen runt Renner Peak är kuperad åt sydost, men åt nordväst är den platt. Terrängen runt Renner Peak sluttar brant västerut. Trakten är obefolkad. Det finns inga samhällen i närheten.